# Sutton Mandeville
Sutton Mandeville – wieś i civil parish w Anglii, w hrabstwie Wiltshire. W 2011 civil parish liczyła 232 mieszkańców. Sutton Mandeville jest wspomniana w Domesday Book (1086) jako Sudtone.